# Marie Elisabeth av Schleswig-Holstein-Gottorp

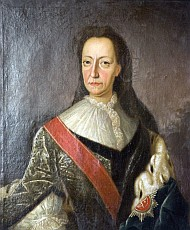
Marie Elisabeth av Schleswig-Holstein-Gottorp.

Marie Elisabeth av Schleswig-Holstein-Gottorp, född den 21 mars 1678, död den 17 juli 1755, var en tysk abbedissa och tysk-romersk furstinna som regerande abbedissa och monark av den självstyrande klosterstaten Quedlinburgs stift 1718-1755.
Marie Elisabeth blev assisterande viceregent redan 1704 under Aurora von Königsmarck, som administrerade stiftet utan titeln abbedissa under interregnum fram till 1718. Quedlinburg befann sig under denna tid i en utsatt position gentemot Preussen, som ville annektera området eller åtminstone göra dess styrelse beroende av Preussen, och det var först efter en långdragen och svår process och efter kejserlig medling som Marie Elisabeth kunde tillträda som abbedissa och avsluta interregnumperioden 1718. Hennes regeringstid präglades även i fortsättningen av konflikter med Preussen, särskilt gränstvister. Hon lät även restaurera slottet Quedlinburg.